# اپوزن
اُپوز ِن (به کرواتی: Opuzen) شهری در ایالت دوبروونیک-نرتوا کشور کرواسی است که جمعیت آن در سال ۲۰۱۱ میلادی ۲٬۹۱۵ نفر بوده‌است.